# Donald Thomas (ruimtevaarder)
Donald Alan Thomas (Cleveland, 6 mei 1955) is een voormalig Amerikaans ruimtevaarder. Thomas zijn eerste ruimtevlucht was STS-65 met de spaceshuttle Columbia en vond plaats op 8 juli 1994. Tijdens de missie werd er voor de tweede keer onderzoek gedaan in de International Microgravity Laboratory (IML-2), een aangepaste Spacelab module.
Thomas maakte deel uit van NASA Astronaut Group 13. Deze groep van 23 astronauten begon hun training in januari 1990 en werden in juli 1991 astronaut. In totaal heeft Thomas vier ruimtevluchten op zijn naam staan. In 2007 verliet hij NASA en ging hij als astronaut met pensioen. 